# Jure Bilić
Jure Bilić (ur. 12 września 1922 w Makarskiej, zm. 27 stycznia 2006 w Zagrzebiu) – chorwacki i jugosłowiański polityk.

## Życiorys
W 1941 roku wstąpił do Komunistycznej Partii Jugosławii. Był szefem dalmatyńskich struktur Związku Młodzieży Komunistycznej Jugosławii (SKOJ).
Po zakończeniu II wojny światowej członek KC Związku Komunistów Chorwacji (SKH) i chorwacki sekretarz ds. rolnictwa. Był przeciwnikiem ruchu reformatorsko-demokratycznego. W latach 1978–1982 był marszałkiem chorwackiego parlamentu, w latach 1982–1983 przewodniczącym prezydium KC SKH, a w latach 1983–1986 członkiem Prezydium KC SKJ. Sprzeciwiał się polityce serbskich komunistów, godzącej jego zdaniem w konstytucyjny model federacji.